# Das Spinngewebe
Das Spinngewebe (englischer Originaltitel: The Spider’s Web) ist eine britische Kriminalkomödie und eine Adaption des Kriminaltheaterstücks Spider’s Web (deutscher Titel: Das Spinnennetz) von Agatha Christie (uraufgeführt 1954).

## Handlung
Der britische Diplomat Henry Hailsham-Brown lebt mit seiner zweiten Ehefrau Clarissa und mit Pippa, seiner zwölfjährigen Tochter aus erste Ehe, in einem Haus in Kent, das sie vor Kurzem gemietet haben. Von seiner ersten Frau Miranda ließ er sich scheiden, diese heiratete später Oliver Costello, der angeblich mit Drogen handelt. Das Haus gehörte früher dem Antiquitätenhändler Mr. Sellon und ist noch mit seinen Möbeln ausgestattet – unter anderem mit einem Sekretär mit Geheimfach, in dem sich mehrere Autogramme bekannter Persönlichkeiten befinden. In einem kleinen Haus im Garten lebt die Gärtnerin Mildred Peake, die die Hailsham-Browns vom Vorbesitzer übernommen haben.
Die Hailsham-Browns haben drei Hausgäste: Sir Rowland Delahaye, Hugo Birch und Jeremy Warrender. Jeremy unterhält sich mit Pippa über die alte Villa, und sie zeigt ihm eine Geheimtür, die vom Salon in eine kleine Kammer führt, von dort führt eine weitere Geheimtür in die Bibliothek.
Da der Butler Elgin und seine Frau, die Köchin, ihren freien Abend haben, wollen die drei Herren im Klubhaus eines nahegelegenen Golfplatzes zu Abend essen. Kaum sind sie weg, kommt Oliver Costello zu Besuch: Er verlangt von Clarissa, dass Pippa zu ihm und Miranda zurückkehrt. Clarissa vermutet, dass er sie erpressen will, und wirft ihn hinaus. Pippa will auf keinen Fall zurück zu ihrer leiblichen Mutter.
Henry kommt nach Hause, muss aber gleich wieder gehen, um einen wichtigen ausländischen Diplomaten vom Flughafen abzuholen: Der Außenminister will sich im Vorfeld einer Konferenz mit ihm im Haus der Hailsham-Browns treffen. Als Clarissa gerade Essen für den Empfang des Gastes vorbereitet und der Salon leer ist, schleicht sich Costello wieder durch die Verandatür hinein und durchsucht den Sekretär. Hinter ihm öffnet sich die Geheimtür und er wird von unbekannter Hand erschlagen. Clarissa kehrt zurück und findet die Leiche, gefolgt von Pippa, die völlig aufgelöst behauptet, sie sei schuld, habe ihn aber nicht töten wollen.
Clarissa ruft die drei Herren aus dem Klub zurück und bittet sie, die Leiche verschwinden zu lassen, damit das diplomatische Treffen später ungestört stattfinden kann. Sie hat auf dem Spieltisch ein Bridge-Spiel verteilt und eine Punktetabelle ausgefüllt, um den Anschein zu erwecken, die Herren hätten den ganzen Abend im Haus verbracht. Sie stimmen zögernd zu und wollen die Leiche durch den Garten wegschaffen, doch da erscheint schon die Polizei und man trägt sie stattdessen in die Kammer zwischen den Geheimtüren. Der Polizeiinspektor Lord hat durch einen anonymen Anruf von einem Mord in der Villa erfahren und durchsucht nun zunächst erfolglos das Haus, auch das Kinderzimmer der inzwischen schlafenden Pippa. Die hinzugerufene Gärtnerin Miss Peake, die von der versteckten Leiche nichts weiß, erzählt dem Inspektor von der Geheimtür, und so entdeckt er doch noch die Leiche.
Vom Inspektor erfahren die anderen Anwesenden, dass auch Mr. Sellon, der Antiquitätenhändler und Vorbesitzer des Hauses, umgebracht wurde. Sellon war angeblich auch in Drogengeschäfte verwickelt und hinterließ außerdem einen Brief, in dem ein 25.000 Pfund teurer Gegenstand erwähnt wird. In seinem Geschäft Sellon & Brown wurde aber nichts so Wertvolles gefunden. Was immer es sei, es könnte sich also im Haus befinden. Der Inspektor befragt nun Clarissa und die drei Herren einzeln, ebenso den Butler Elgin. Dieser sagt aus, dass er beim Gespräch zwischen Clarissa und Costello das Wort „Erpressung“ aufgeschnappt habe. Die Lage erscheint dem Inspektor immer verdächtiger, als er die Handschuhe entdeckt, die die Herren beim Wegschaffen der Leiche anhatten, sowie eine fehlende Spielkarte auf dem Bridge-Tisch.
Um Pippa zu schützen, die sie für die Täterin hält, legt Clarissa ein falsches Geständnis ab und behauptet, Costello im Dunkeln für einen Einbrecher gehalten und erschlagen zu haben. Um die Tat zu rekonstruieren, öffnet der Inspektor noch einmal die Geheimtür und stellt fest, dass die Leiche verschwunden ist. Während die Polizei das Grundstück absucht, erscheint Miss Peake wieder und erzählt, dass sie die Leiche heimlich in Sir Rowlands Gästezimmer gebracht und dort unter den Kissen des Betts versteckt hat. Inzwischen ist Pippa aufgewacht und es wird klar, dass sie Costello nicht getötet hat: Sie hat nur aus Wachs eine Figur von ihm geformt und mit Hilfe eines alten Zauberbuchs versucht, ihn zu verhexen.
Clarissa erinnert sich nun, dass Oliver Costello bei seinem Besuch überrascht wirkte, sie dort zu sehen – so als habe er eine andere Mrs. Brown erwartet. Zudem gab es am Morgen einen mysteriösen Telefonanruf, bei dem eine Mrs. Brown (nicht Hailsham-Brown) verlangt wurde und der Anrufer gleich wieder auflegte, als Clarissa ans Telefon ging. Durch diese Hinweise findet Clarissa heraus, dass Miss Peake in Wahrheit Mrs. Brown ist, die ehemalige Geschäftspartnerin von Mr. Sellon. Sie hat das Haus so billig an ein Ehepaar fast gleichen Namens vermietet, um Leute, die hinter Mr. Sellons Schatz her sind, von sich abzulenken.
Sir Rowland Delahaye vermutet, dass die Autogramme aus dem Geheimfach ein Geheimnis verbergen, und tatsächlich entdeckt er darauf eine mit Geheimtinte geschriebene Liste von Drogenhändlern, darunter auch Costellos Name. Das war es also, wonach Costello im Schreibtisch suchte. Während man im Salon auf eine weitere Befragung durch den Inspektor wartet, versucht Jeremy durch die Küche unbemerkt das Haus zu verlassen. Clarissa folgt ihm und erkennt, dass er der Mörder ist: Während Hugo Birch und Sir Rowland im Klub zu Abend aßen, kehrte er zur Villa zurück und erschlug Costello. Sein Motiv: Im Geheimfach des Sekretärs war ein Briefumschlag mit einer sehr seltenen Briefmarke im Wert von 25.000 Pfund – dem mysteriösen Wertgegenstand aus Mr. Sellons Besitz. Jeremy will durchs Fenster fliehen, Clarissa ruft um Hilfe, und im Garten kann der Inspektor Jeremy schließlich überwältigen.
Henry kehrt mit dem ausländischen Gast vom Flughafen zurück, als Clarissa gerade mit Miss Peake und den Gästen auf das glücklich überstandene Abenteuer anstößt. Sie beginnt, ihm von den Ereignissen des Abends zu erzählen – ihr Mann glaubt ihr aber kein Wort. Gerade rechtzeitig, bevor der Gast den Salon betritt, verlassen die anderen Gäste ihn durch die Geheimtür.

## Produktion
Der Film wurde von der Produktionsfirma Danziger Productions der Brüder Edward J. und Harry Lee Danziger produziert und in deren New Elstree Studios in Elstree, Hertfordshire, nördlich von London gedreht. Er erschien im Verleih von United Artists und kam im November 1960 in die britischen Kinos. Am 17. Februar 1961 erschien er in der Bundesrepublik Deutschland und im März desselben Jahres in Österreich. Pidax Film veröffentlichte ihn 2017 auf DVD und 2018 auf Blu-Ray.

## Rezeption
In den Rezensionen wird bemängelt, dass der Film zwar humorvolle Elemente hat, aber zu wenig Spannung aufkommt, zumal die Figuren (etwa beim Fund der Leiche) wenig Emotionen zeigen und die Lösung des Falls am Schluss hektisch und unplausibel erscheint.
Für Georg Seeßlen arbeitete der Film mit grober Komik. „Die Schilderung 'britischer Skurrilitäten' waren die einzigen Attraktionen dieser B-Produktion, in der sich (wieder einmal) eine 'plane' Verfilmung eines Christie-whodunits als untauglich erwies.“

„Verfilmung eines Agatha-Christie-Romans um den Mord auf einem altenglischen Landsitz. Eine jener trocken-humorigen Komödien, in denen gutsituierte Gentlemen eine Leiche aus dem Zimmer schaffen und hinterher gemütlich ein Sandwich kauen. Noblesse oblige...“

## Synchronisation
| Rolle                   | Darsteller             | Sprecher               |
| ----------------------- | ---------------------- | ---------------------- |
| Clarissa Hailsham-Brown | Glynis Johns           | Eva Pflug              |
| Henry Hailsham-Brown    | John Justin            | Siegmar Schneider      |
| Pippa Hailsham-Brown    | Wendy Turner           | Reha Hinzelmann        |
| Elgin                   | David Nixon            | Alexander Welbat       |
| Mrs. Elgin              | Joan Sterndale-Bennett | Gudrun Genest          |
| Hugo Birch              | Basil Dignam           | Erich Fiedler          |
| Inspektor Lord          | Peter Butterworth      | Arnold Marquis         |
| Jeremy Warrender        | Ronald Howard          | Paul Edwin Roth        |
| Mildred Peake           | Cicely Courtneidge     | Anneliese Würtz        |
| Oliver Costello         | Ferdy Mayne            | Heinz Drache           |
| Sir Rowland Delahaye    | Jack Hulbert           | Friedrich Schoenfelder |
| Sergeant Jones          | Anton Rodgers          | Harry Wüstenhagen      |
| Dr. Berry               | Robert Raglan          | Curt Ackermann         |